# Thierry Kuntzel
Pour les articles homonymes, voir Küntzel.
Thierry Kuntzel, né le 5 octobre 1948 à Bergerac et mort le 18 avril 2007 à Clichy, est un artiste vidéaste français.
Il est enterré au cimetière du Père-Lachaise (8e division).